# 劇団影法師
劇団影法師（げきだんかげぼうし）は、日本の影絵の専門劇団。東京都武蔵野市に本部と稽古場を置く。

## 概要
昭和53年、初代代表取締役山﨑靖明(1953-2019)が東京渋谷区に設立、当初早稲田大学の影絵同好会を母体にプロ影絵劇団として産声を上げた。最初は童話を題材にした児童向け作品を多く作っていたが、昭和63年創立10年を機に中国との合作作品(好！孫悟空)を手掛け、以来影絵のみならず人形劇やストレートプレイも扱うようになる。また公開範囲も日本国内に限らず海外団体作品の国内招聘や合作、日本作品の海外遠征、プロデュース制作なども広く行っている。現在の所在地は東京武蔵野市緑町、代表者は小杉隆。
当初の表記は"劇団影ぼうし"とひらがな混じりだったが現在は"劇団影法師"と漢字表記である。

## おもな舞台作品
- マッチ売りの少女
- どん太の大冒険
- スイミー
- じんじろべい
- このつぎなあに
- のどかな森の動物会議
- このゆびとまれ
- ことばあそび
- やまなし
- ちいちゃんのかげおくり
- Oヘンリ短編集
- このかげあのかげどんなかげ
- 音楽物語モチモチの木
- シルエットマイムぐう・ちょき・ぱあ
- 谷川俊太郎詩集
- てぶくろをかいに
- よくばりすぎた猫
- 皮影戯西遊記
- 大型人形劇三国志
- 少年京劇 好！孫悟空
- スーパーカゲエ竹取物語
- 鶴の恩返し
- 性-その演劇的アプローチ
- ボディシンフォニー春・夏・秋・冬
- 杜子春伝
- 牽牛と織女
- 太陽のこどもたち
- スーホの白い馬
- THEEGGたまご
- ザ・ヒーローズ
- アフリカの風
- スーパーモンキー
- GOKU
- 氷山ルリ
- 間-HAZAMA
- ムービング
- ドラゴン
- プリズム
- このゆびとまれ
- 動物の謝肉祭
- ビルマの竪琴
- RON-龍になりたかった金魚-
- うわさの三国志
- 猿と侍
- うわさの水戸黄門
- うわさの一休さん
- ごんぎつね
- 里見八犬伝
- ゲゲゲの鬼太郎
- BIGTREE

## 製作した映像作品

### みんなのうた
- ◆は、5分間1曲枠の楽曲（ロングのうた）。
- 1.夕焼け貝がら / 南こうせつ（1988年8月・9月放送）
- 2.大きなリンゴの木の下で / ダ・カーポ（1989年4月・5月放送）
- 3.雪うさぎ / チェリッシュ（1990年2月・3月放送）
- 4.この胸おいで… / サンドイッチ（1999年10月・11月放送）◆
- 5.パパとあなたの影ぼうし / 太田裕美（2001年4月・5月放送）◆
- 6.雪鏡 / 三角堂（2001年12月・2002年1月放送）
- 7.夏恋花 / 綺羅（2002年6月・7月放送）